# Roshan Seth
Roshan Seth (Nova Delhi, 2 d'abril de 1942) és un actor britànic-indi que apareix principalment en pel·lícules britàniques i nord-americanes. És conegut pels seus rols protagonistes en pel·lícules com Gandhi, Mississippi Masala, No sense la meva filla, La meva preciosa bugaderia i Indiana Jones i el temple maleït. El 2003 va interpretar el paper principal a la pel·lícula nord-americana Cosmopolitan, que es va transmetre a nivell nacional en PBS.

## Filmografia
| Any  | Títol                              | Paper                       |
| 1974 | L'enigma Juggernaut                | Azad                        |
| 1982 | Gandhi                             | Jawaharlal Nehru            |
| 1984 | Indiana Jones i el temple maleït   | Chattar Lal                 |
| 1984 | Passatge a l'Índia                 | Advocate Amrit Rao          |
| 1985 | La meva preciosa bugaderia         | Papa                        |
| 1988 | Little Dorrit                      | Pancks                      |
| 1989 | La fúria del vent                  | George                      |
| 1990 | Mountains of the Moon              | Ben Amir                    |
| 1990 | 1871                               | Lord Grafton                |
| 1991 | No sense la meva filla             | Houssein                    |
| 1991 | Mississippi Masala                 | Jay                         |
| 1991 | Londres me mata                    | Dr. Bubba                   |
| 1992 | Electric Moon                      | Ranveer                     |
| 1992 | Stalin                             | Lavrenti Beria              |
| 1994 | Street Fighter, l'última batalla   | Dr. Dhalsim                 |
| 1995 | Bideshi                            | Ajoy                        |
| 1995 | Solitaire for 2                    | Sandip Tamar                |
| 1997 | The Journey                        | Kishan Singh                |
| 1998 | Bombay Boys                        | Pesi Shroff                 |
| 1998 | Such a Long Journey                | Gustad Noble                |
| 1999 | The Young Indiana Jones Chronicles | Sheikh Kamal                |
| 1999 | Secret of the Andes                | Don Benito                  |
| 2000 | Límit vertical                     | Colonel Amir Salim          |
| 2001 | El casament                        | Mohan Rai                   |
| 2001 | Julianes Sturz in den Dschungel    | Shekar Khanna               |
| 2001 | South West 9                       | Ravi                        |
| 2004 | Spivs                              | Omar                        |
| 2005 | Frozen                             | Noyen                       |
| 2005 | La prova                           | Professor Bhandari          |
| 2006 | Broken Thread                      | Dasa                        |
| 2007 | Guru                               | Chief of Enquiry Commission |
| 2008 | The Cheetah Girls: One World       | Uncle Kamal Bhatia          |